# Charles Dufraine
Charles Dufraine fue un escultor francés, nacido el año 1827 en Saint-Germain-du-Plain y fallecido el 1900 en Lyon.

## Obras

### Decoración de la Basílica Notre-Dame de Fourvière
Entre sus obras destacan aquellas realizadas para la decoración de la Basílica Notre-Dame de Fourvière. 45°45′44″N 4°49′17″E / 45.76222, 4.82139
De este trabajo se conservan algunos de los modelos utilizados durante la obra, como las pechinas de Tetramorfos.

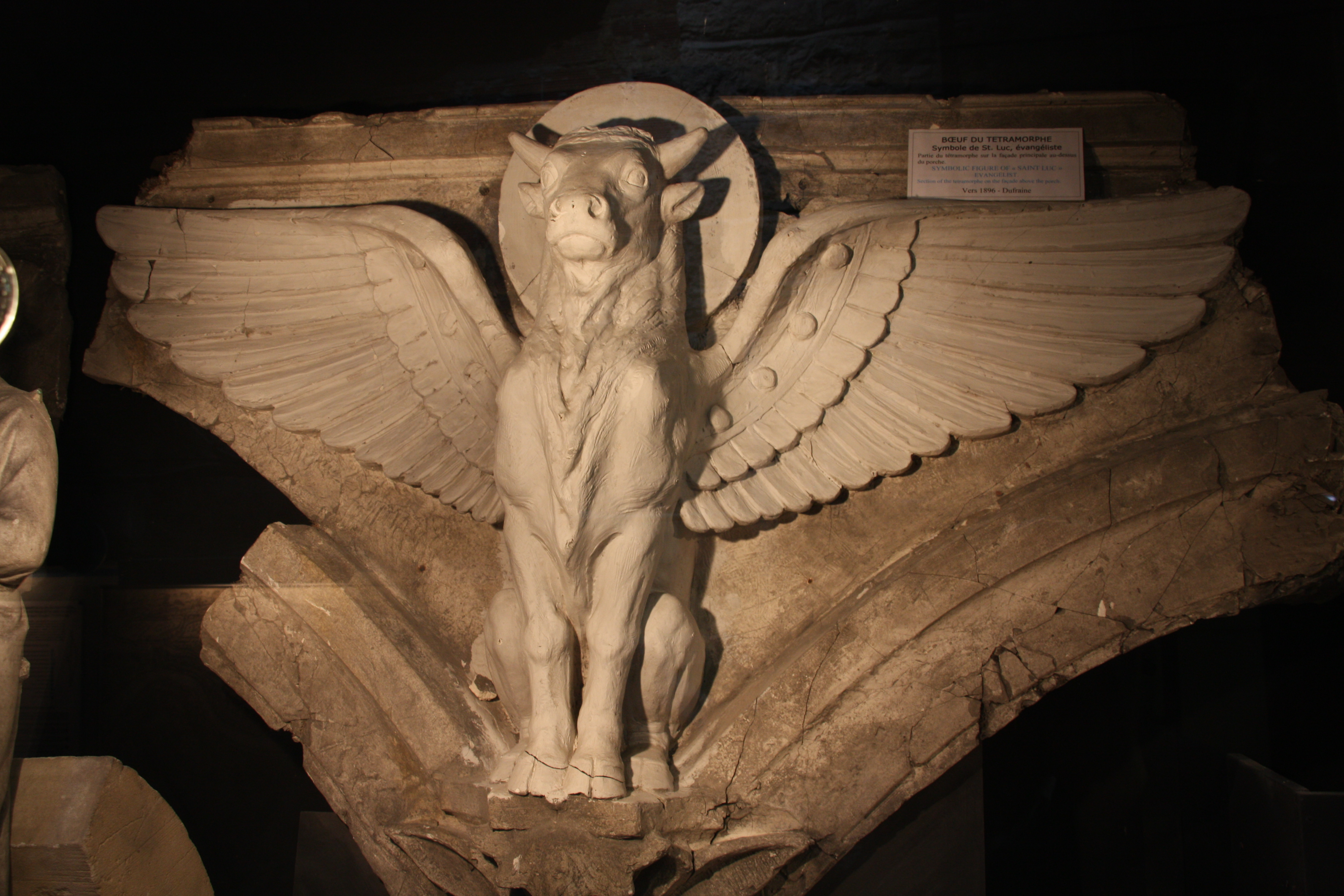
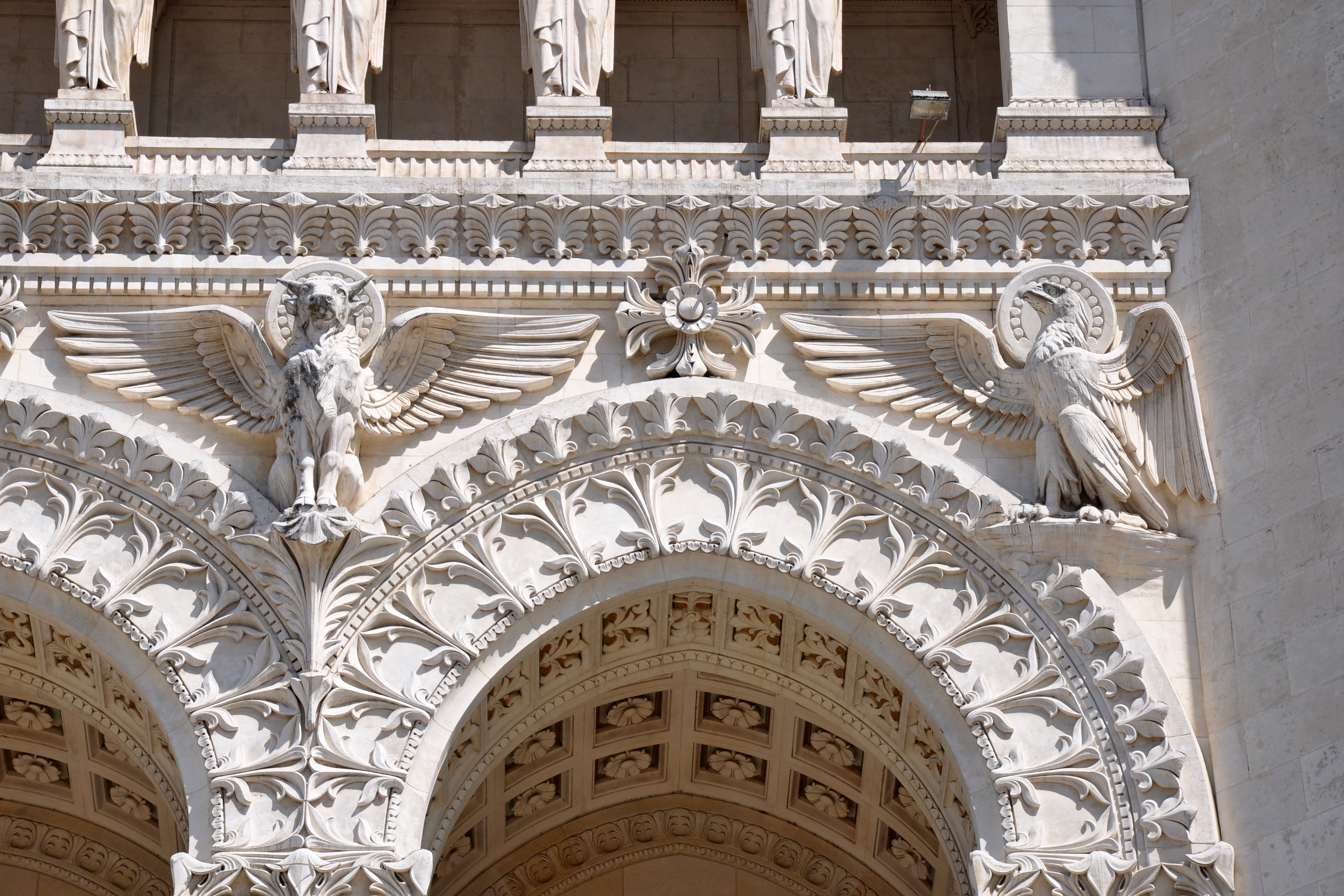

Son también visibles en la construcción definitiva de la catedral, los leones alados del portal:

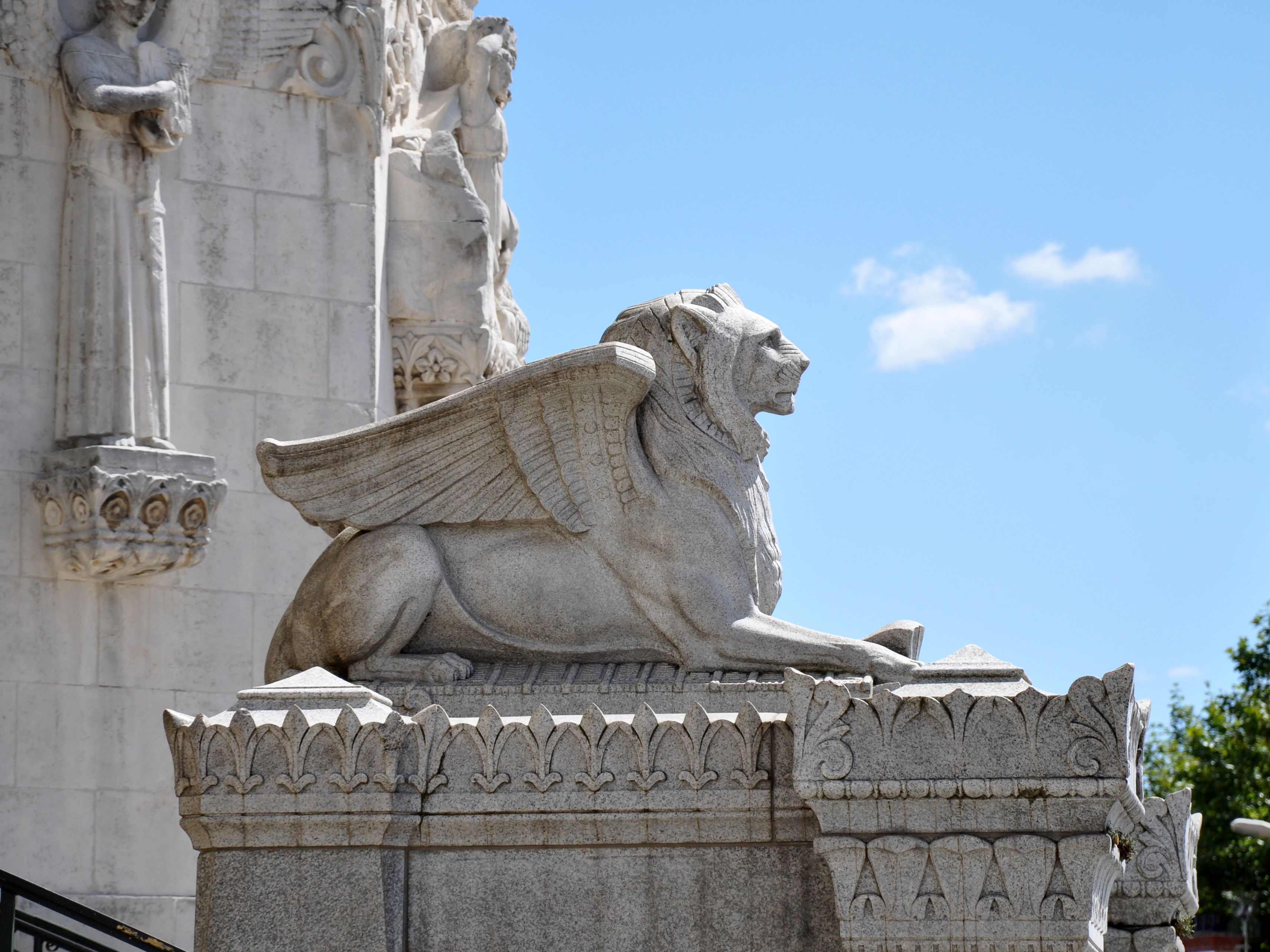
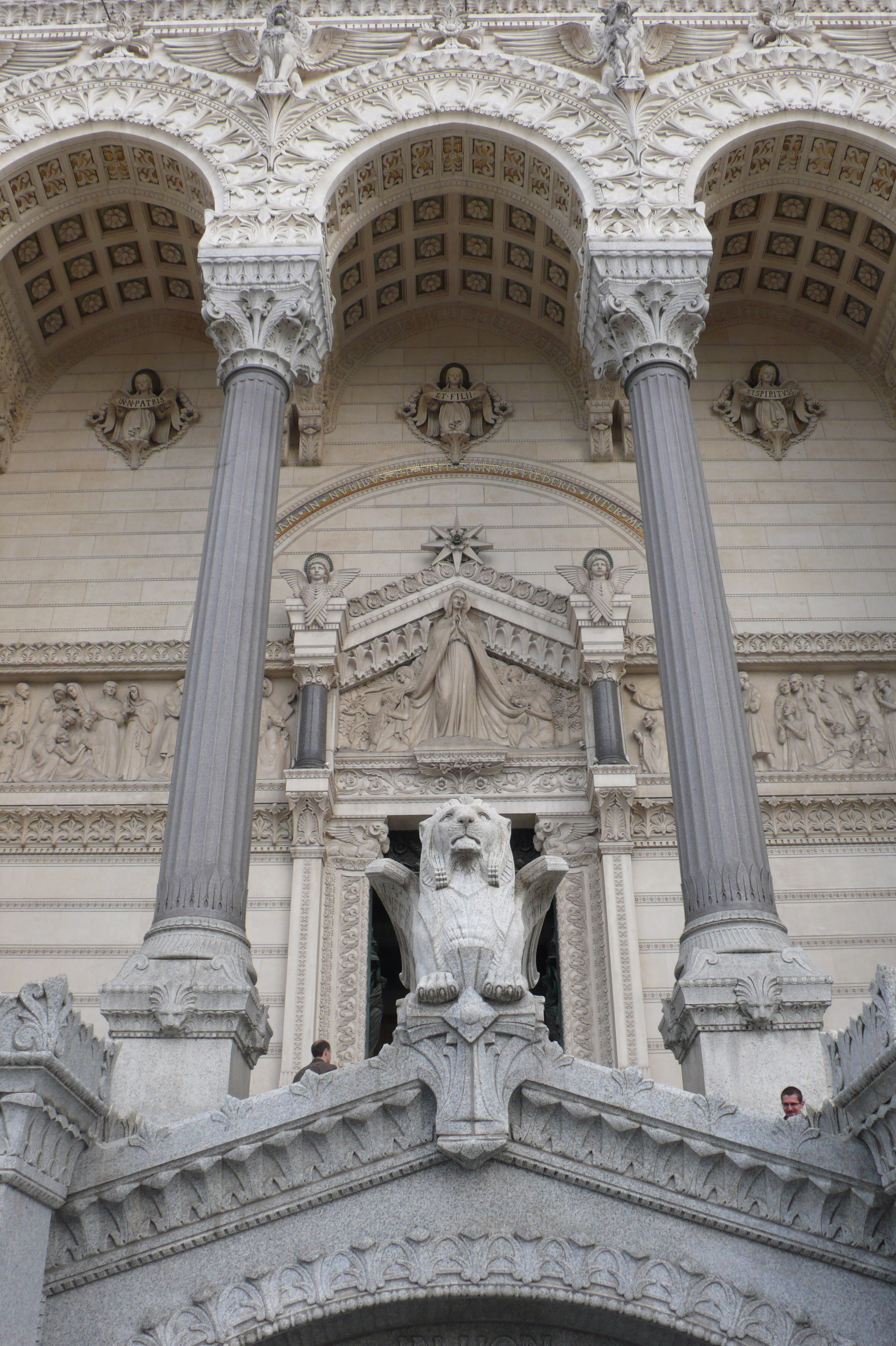
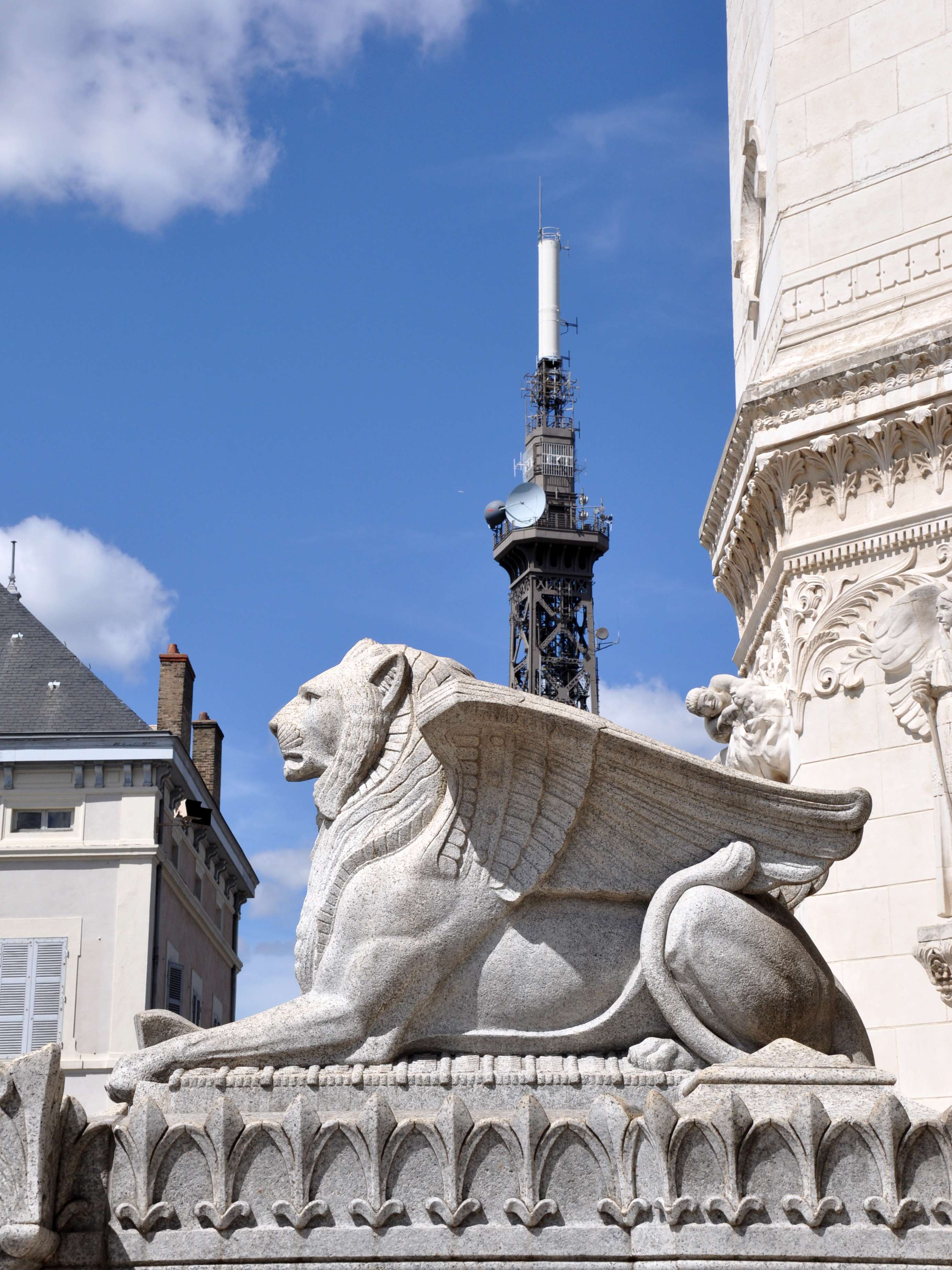
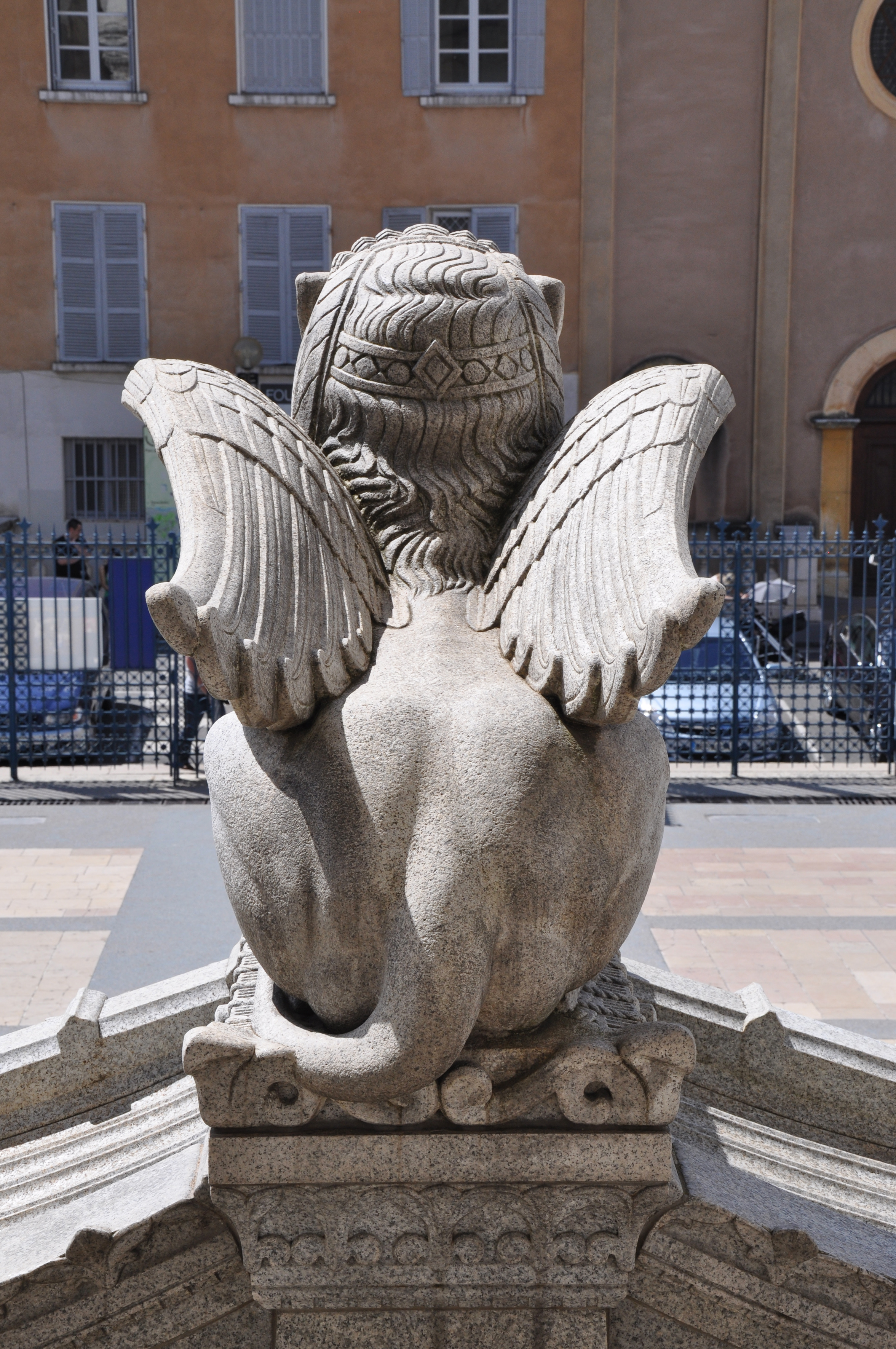

Y la pieza más importante, es el frontón de la fachada principal

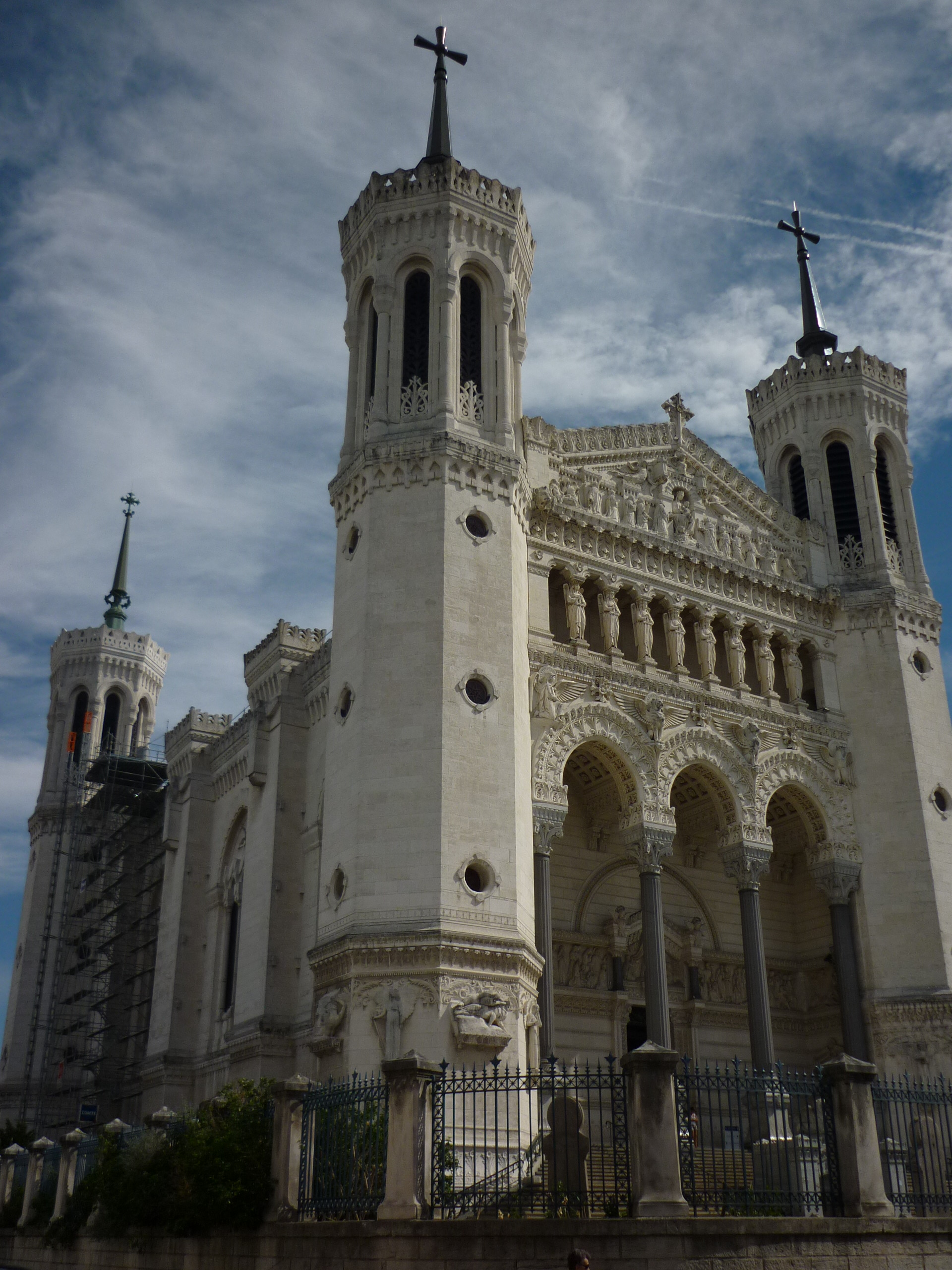
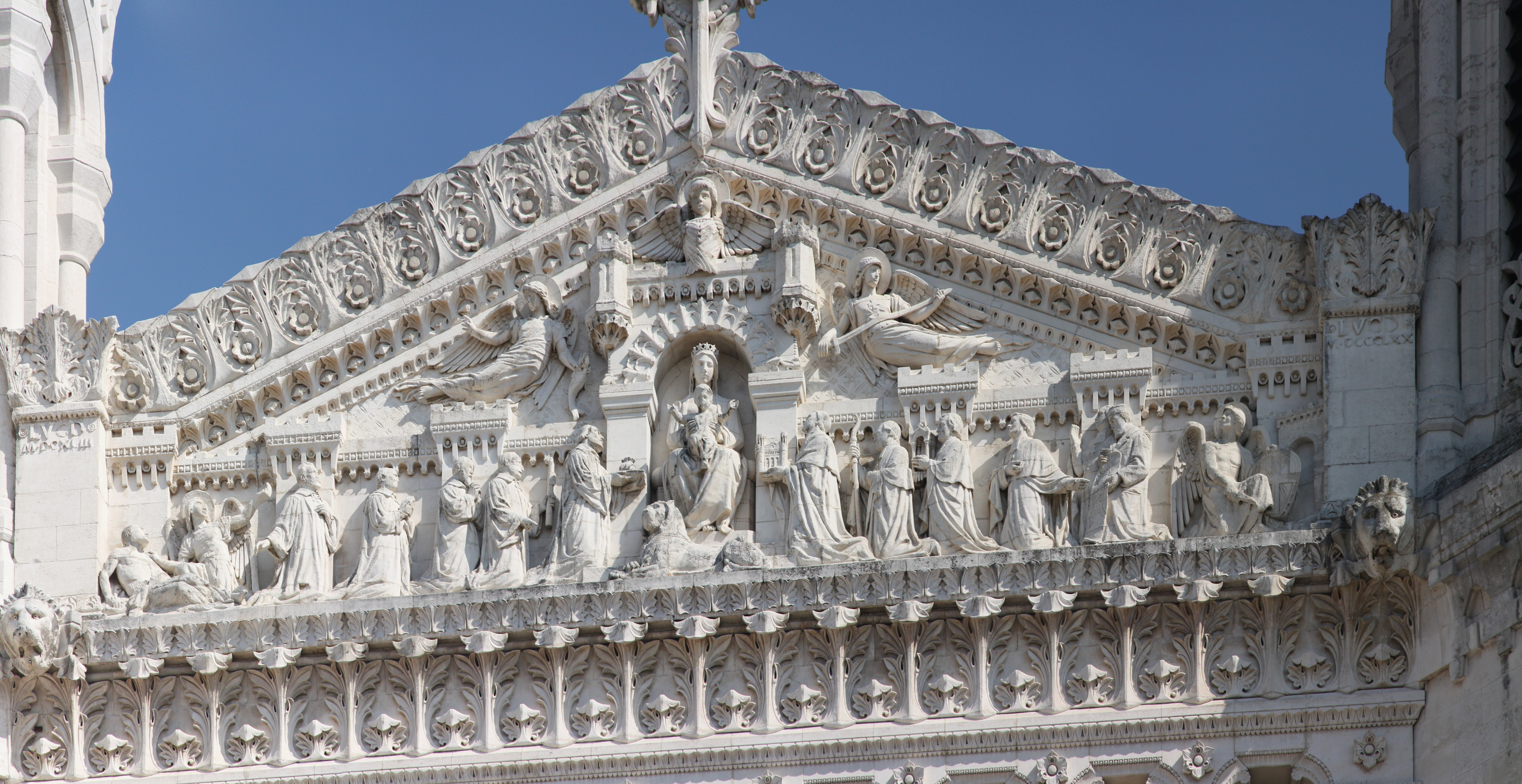
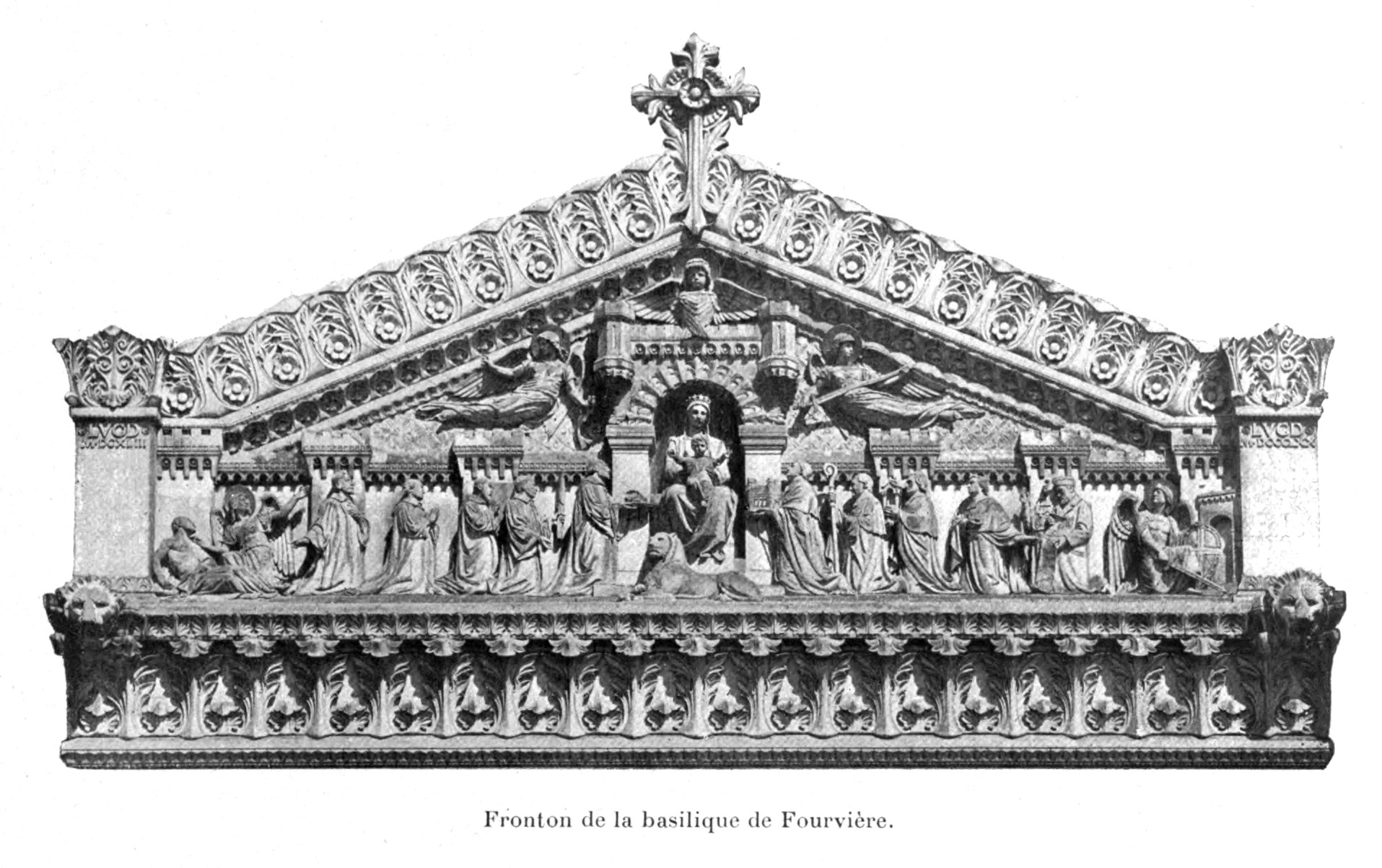

Este monumento tiene una protección menor (inscrit Monument Historique, inscrito como monumento histórico). Está inscrito en la base Mérimée, base de datos para el patrimonio histórico del Ministerio Francés de Cultura, con la referencia PA00117783.

### Obras del cementerio de la Loyasse
Al igual que el escultor Louis-Léopold Chambard, Charles Dufraine trabajó como escultor de monumentos funerarios en el cementerio de Loyasse (fr) 45°45′45″N 4°48′42″E / 45.76250, 4.81167. Entre las obras conservadas en el recinto destaca una Piedad, tallada en piedra, que corona la sepultura de la familia Purpan. Otra obra sobresaliente es el monumento con las figuras alegóricas del Trabajo y la Industria.

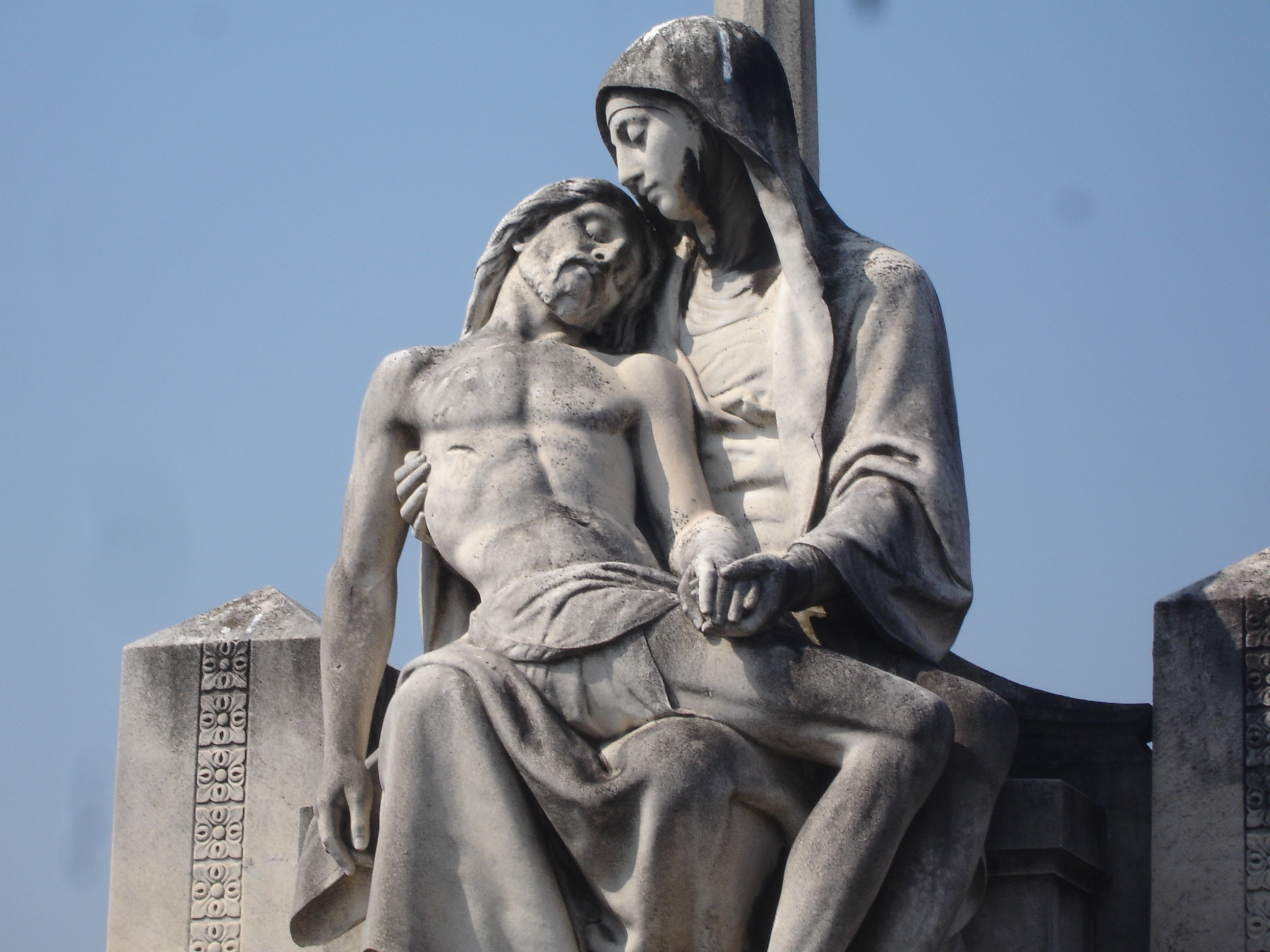
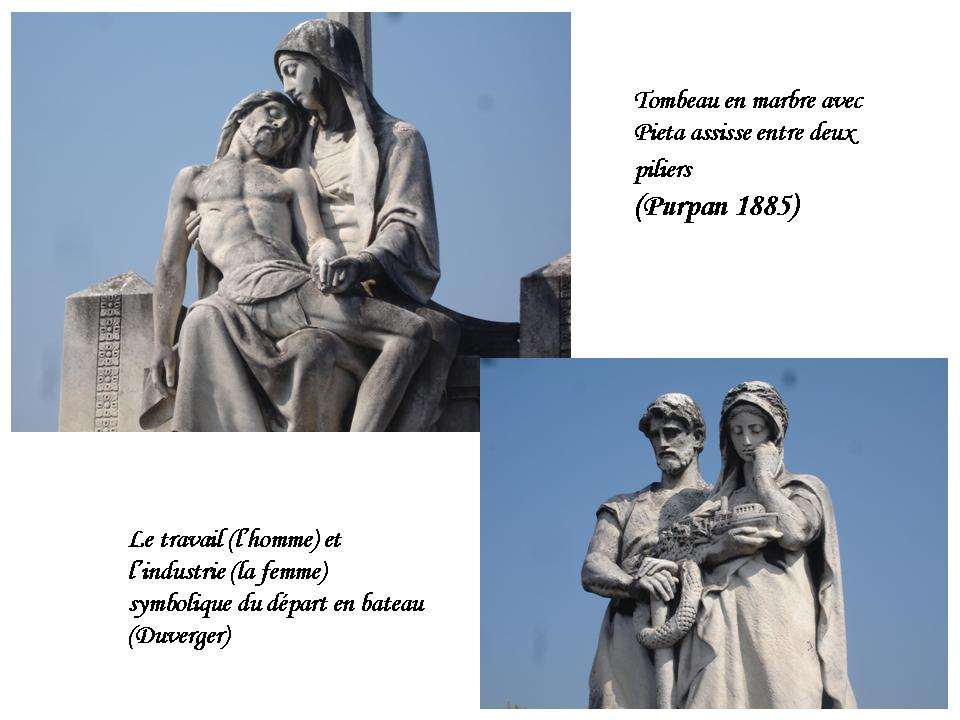

### Fachada de la iglesia de Notre Dame Saint-Vincent
Charles Dufraine trabajó en la decoración escultórica de la fachada de la Iglesia Notre Dame Saint-Vincent (fr). El conjunto está compuesto por una estatua de la Virgen María y un friso en relieve, y tiene un arco de medio punto y dos columnas jónicas.
A ambos lados de un arco de medio punto, San Luis (derecha) y San Vicente (izquierda) son obra del escultor Charles Dufraine , como un friso que representa ángeles músicos que flanquean una hornacina donde se halla una Virgen y el Niño.
En el interior, el mismo Dufraine hizo el grupo del bautismo de Cristo y el Sagrado Corazón.

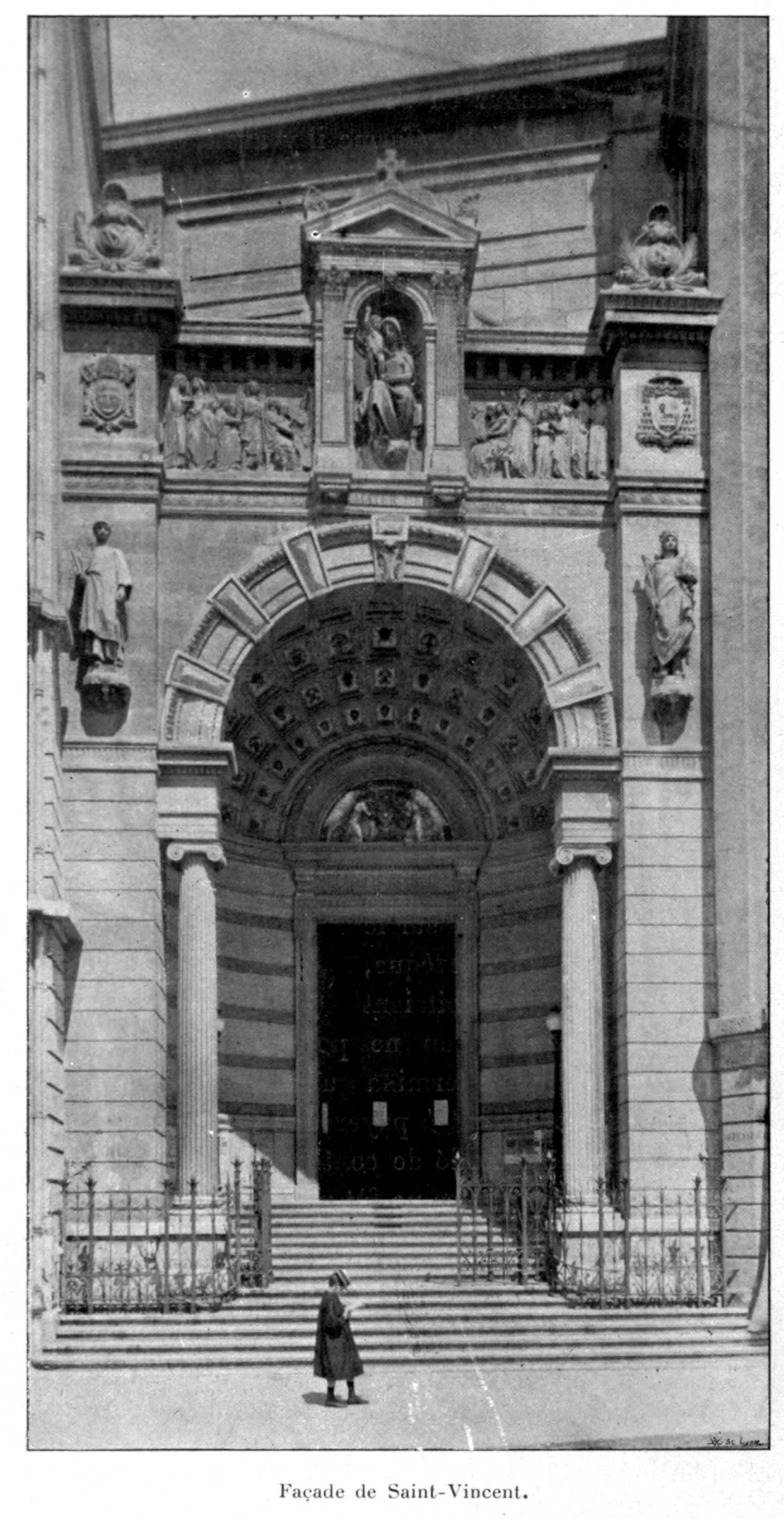
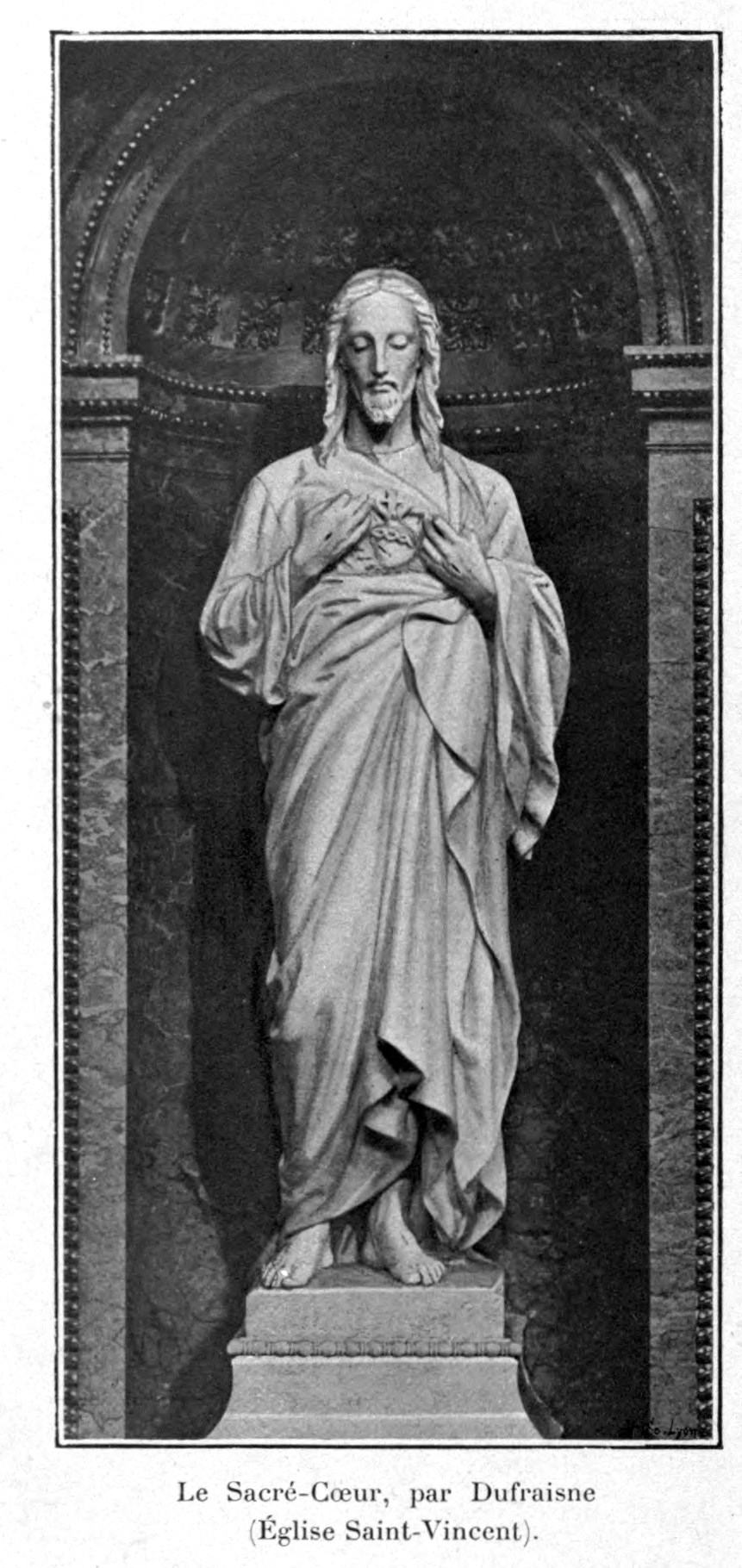
Sagrado corazón
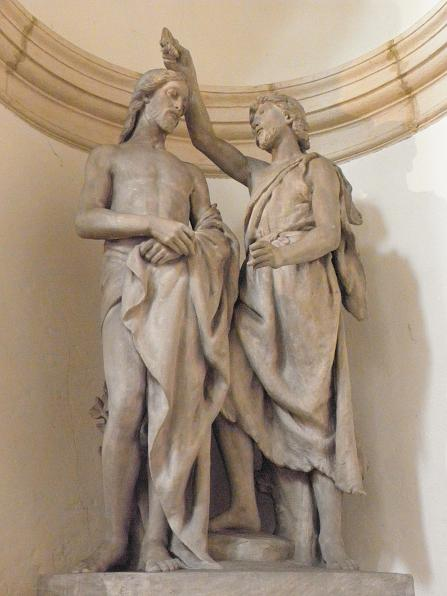
Bautismo de Cristo, en el interior de la iglesia